# Tahani Abdalla Attia
Pour les articles homonymes, voir Attia.
Tahani Abdalla Attia (de son nom complet Tahani Abdalla Attia Gasmalla ; en arabe : تهاني عبدالله عطية) est une universitaire et femme politique soudanaise née le 21 novembre 1969. Elle est ministre des Technologies de la Communication et de l'Information depuis le 6 juin 2015.
Elle fut auparavant ministre des Sciences et de la Communication de 2012 à 2015 (ayant le statut de ministre d'État de 2012 à 2013). 
Spécialiste des télécommunications, elle a travaillé à l'Université de Khartoum avant d'entrer au gouvernement, et a publié de nombreuses recherches dans ce domaine.